# Marcianum Press
Marcianum Press è una casa editrice italiana con sede a Venezia. Si qualifica come medio editore avendo pubblicato oltre dieci titoli l'anno dal 2006 al 2017.
Dal 15 dicembre 2015, è proprietà di Edizioni Studium di Roma, la casa editrice fondata nel 1927 da Giovanni Battista Montini.

## Storia
Nata nel 2005 a Venezia, in una prima fase si sviluppa come University Press in seno al polo accademico dello Studium Generale Marcianum, creato dall'allora patriarca di Venezia Angelo Scola, poi arcivescovo di Milano, e si occupa degli strumenti di studio e di ricerca per i programmi didattici. L'attività si sviluppa in autonomia direttiva ed editoriale all'interno della Fondazione Studium Generale Marcianum.
Nel 2009 acquisisce la proprietà della Libreria Studium, fondata a Venezia nel 1945 e specializzata in editoria religiosa e di interesse veneziano.
A partire dal 2010, la proposta editoriale si è estesa a tematiche legate all'attualità, con saggi letterari, economici e politici, ed alla narrativa.
Il 15 dicembre 2015, nel quadro del ridimensionamento dello Studium Generale Marcianum operato dal patriarca Francesco Moraglia, la casa editrice Marcianum Press viene ceduta ed acquistata da Edizioni Studium di Roma.

## Produzione editoriale
Il catalogo complessivo è composto da venticinque collane e da quattro riviste con diverse uscite annuali (Arte documento, Marcianum, Ephemerides iuris canonici, Oasis). I volumi sono diffusi a livello nazionale e internazionale.
I temi principali vanno dalla teologia e dalla religione fino alla storia, al diritto, all'etica, alla filosofia, al diritto canonico.
In collaborazione con istituzioni veneziane, specialisti e studiosi si è avuta la pubblicazione di grandi volumi d'arte e di cataloghi di mostre, finalizzata alla valorizzazione del patrimonio storico-artistico-architettonico in ambito locale e nazionale, e alla documentazione di iniziative di tutela e restauro.

## Premi
Marcianum Press ha ottenuto il Premio Capri San Michele (2010, 2011 e 2012), il  Premio Come Barbara (2011) e il Premio letterario internazionale Feudo di Maida (2010 e 2011).